# Raymond Suvigny
Raymond Suvigny, född 21 januari 1903 i Paris, död 26 oktober 1945 i Paris, var en fransk tyngdlyftare.
Suvigny blev olympisk guldmedaljör i 60-kilosklassen i tyngdlyftning vid sommarspelen 1932 i Los Angeles.